# Xã Lenton, Quận Stutsman, Bắc Dakota
Xã Lenton (tiếng Anh: Lenton Township) là một xã thuộc quận Stutsman, tiểu bang Bắc Dakota, Hoa Kỳ. Năm 2010, dân số của xã này là 64 người.